# Xestocephalus purpurascens
Xestocephalus purpurascens är en insektsart som beskrevs av George Willis Kirkaldy 1907. Xestocephalus purpurascens ingår i släktet Xestocephalus och familjen dvärgstritar.

## Underarter
Arten delas in i följande underarter:
- X. p. mendax
- X. p. taeniatus